# Роберт IV де Дрё
Роберт IV (Robert IV de Dreux) (1241—1282) — граф Дрё и Брены. Сын Жана I де Дрё и Марии де Бурбон.
В 1272 году участвовал в Лангедокской экспедиции короля Филиппа III и взятии Фуа.
Умер в 1282 г., похоронен в фамильной усыпальнице в церкви аббатства Сент-Ив де Брен.
Был женат (с 1260) на Беатрисе, графине де Монфор (ум. 1311), дочери Жана, графа де Монфор-л’Амори. Дети:
- Мария (1261—1276), с 1275 жена Матьё IV де Монморанси
- Иоланда (1263—1322), графиня де Монфор
- Жан II (1265—1309), граф де Дрё, сеньор де Шато-дю-Луар.
- Жанна (ум. 1325), графиня де Брен, дама де Ла Сюз
- Беатриса (1270—1328), аббатиса Порт-Рояля
- Роберт, сеньор де Шато-дю-Луар (упом. 1301 и 1303).